# Stenideopsis madagascariensis
Stenideopsis madagascariensis är en skalbaggsart som beskrevs av Stefan von Breuning 1940. Stenideopsis madagascariensis ingår i släktet Stenideopsis och familjen långhorningar.
Artens utbredningsområde är Madagaskar. Inga underarter finns listade i Catalogue of Life.